# کیم یونگ ئه
کیم یونگ ئه (به انگلیسی: Kim Young-ae) (زادهٔ ۲۱ آوریل ۱۹۵۱ - درگذشته ۹ آوریل ۲۰۱۷) بازیگر کره‌ای بود.
از فیلم‌های معروف او می‌توان به بازی در فیلم عملیات کرومیت و همچنین در مجموعه تلویزیونی افسانه خورشید و ماه در نقش ملکه مادر  اشاره کرد.